# Zoolander
Zoolander je americký film z roku 2001. Režíroval jej Ben Stiller, který také ztvárnil hlavní roli. Děj komedie se odehrává v prostředí a zákulisí módních přehlídek.

## Hlavní postavy

### Derek Zoolander
Jméno Zoolander (Ben Stiller) vzniklo sloučením jmen dvou známých mužských modelů: Mark Vanderloo a Johnny Zander. Ve filmu se postava Dereka Zoolandera potýká s neschopností otočit se vlevo (namísto 90° otočky vlevo udělá 270° otočku vpravo). Derek je znám pro svůj pohled, který také využil pro nafocení kalendáře. Jeho pózy dostaly názvy typu "Blue Steel", "Le Tigre" nebo "Ferrari". Ve finále jsou všechny pózy stejné, ale očekává se nová póza jménem "Magnum", kterou odhalí až v boji se zlým a ošklivým Mugatu.

### Mugatu
Jméno Jacobim Mugatu (Will Ferrell) a jeho charakter odkazuje na Star Trek epizoda "A Private Little War". Když je odhalena jeho původní totožnost jako člena skupiny Frankie Goes to Hollywood se jménem Jacob Moogberg. Je tím odkazováno na Moog synthesizer a jeho vynálezce jménem Robert Moog.
Dále je Mugatu také parodií na padoucha z Bonda Blofelda, který se ve filmu vyznačuje bílou kočkou, kterou má neustále při sobě. Mugatu je zde majitelem bílého pudlíka.

### Hansel
Hansel (Owen Wilson) je filmovým oponentem Dereka Zoolandera. Hansel je novým objevem v mužském modelingu. Hansel dostává ocenění Modela roku a Derek po neúspěchu vyhlásí svůj odchod do modelingového důchodu. Hansel je úžasný, krásný a dokonalý. Má namachrovanou koloběžku a jeho etno styl je naprosto duchovní. Nevraživost mezi Derekem a Hanselem končí, když novinářka Matilda Jeffries (Christine Taylor) potřebuje někam pořádně ukrýt Dereka před sexy zabijáckou Katinkou (Milla Jovovich). Hansel jim vyjde vstříc a poskytne jim úkryt ve svém netradičně pojatém bytě.

## Parodie
Než Derek a Hansel půjdou "walk-off". Hansel říká "Who you trying to get crazy with ese? Don't you know I'm Loco?" jako citaci začátku písně Insane in the Brain od Cypress Hill.
Scéna, ve které se snaží Derek a Hansel najít Mugatovy tajné složky, ale nemohou se k nim dostat, protože neumí zapnout počítač, je parodií na "dawn of man" (scéna z filmu 2001: Vesmírná odysea, který režíroval Stanley Kubrick).
Když Derek říká Maurymu Ballsteinovi, že ví, že zrovna on ho zradil. V pozadí hraje muzika z filmu The Godfather Part II, která napodobuje scénu, kde Michael Corleone říká svému bratrovi jménem Fred, že mu zlomil srdce, když zradil jejich rodinu.
Scéna, ve které J.P. Prewitt odhaluje moc módního průmyslu, paroduje podobnou scénu mezi Jimem Garrisonem a Panem X z filmu JFK.
Scéna, ve které Derek zastaví Mugatův šuriken ve tvaru písmene M, je parodií na známou scénu z filmu Matrix, kde Neo dokáže zastavit kulky, které jsou na něj vystřeleny, a ty potom dopadnou na zem se stejným břinknutím jako Mugatův šuriken.

## Obsazení
| Herec               | Role                       |
| ------------------- | -------------------------- |
| Ben Stiller         | Derek Zoolander            |
| Owen Wilson         | Hansel McDonald            |
| Will Ferrell        | Jacobim Mugatu             |
| Christine Taylor    | Matilda Jeffries           |
| Milla Jovovich      | Katinka Ingabogovinanana   |
| Jerry Stiller       | Maury Ballstein            |
| David Duchovny      | J.P. Prewitt               |
| Jon Voight          | Larry Zoolander            |
| Alexander Skarsgård | Meekus                     |
| Matt Levin          | Archie                     |
| Justin Theroux      | Evil DJ                    |
| Andy Dick           | Olga the Masseusse         |
| Anne Meara          | Aktivistka                 |
| Woodrow Asai        | Malajsijský premiér Hassan |

### Cameo role
- Vince Vaughn jako Luke Zoolander
- Judah Friedlander jako Scrappy Zoolander
- Donald a Melania Trump
- Christian Slater
- Tom Ford
- Donatella Versace
- Cuba Gooding Jr. (řeč)
- Steve Kmetko
- Stephen Dorff
- Tommy Hilfiger
- Fabio (řeč)
- Lenny Kravitz (řeč)
- Gwen Stefani a Gavin Rossdale
- Heidi Klum
- Mark Ronson
- Paris Hilton (řeč)
- David Bowie (řeč)
- Tyson Beckford
- Fred Durst
- Lance Bass
- Lil' Kim
- Garry Shandling
- Claudia Schiffer
- Veronica Webb
- Lukas Haas
- Carmen Kass
- Natalie Portman (řeč)
- Frankie Rayder
- Victoria Beckham
- Sandra Bernhard
- Emma Bunton
- Karl Lagerfeld
- Winona Ryder (řeč)
- Billy Zane (řeč)
- Shavo Odadjian
- Little Kingz

## Soundtrack
Autory soundtracku jsou různí umělci. Datum jeho vydání je 25. září 2001 pod společností Hollywood Records.

### Seznam skladeb
1. "Start The Commotion" - The Wiseguys (Feat. Greg Nice)
2. "Relax" - Frankie Goes to Hollywood
3. "Call Me" - Nikka Costa
4. "Love To Love You Baby" - No Doubt
5. "I Started A Joke" - The Wallflowers
6. "He Ain't Heavy... He's My Brother" - Rufus Wainwright
7. "Wake Me Up Before You Go-Go" - Wham!
8. "Rockit" - Herbie Hancock
9. "Beat It (Moby's Sub Mix)" - Michael Jackson
10. "Madskillz-Mic Chekka (Remix)" - BT
11. "Faces" - Orgy
12. "Ruffneck" - Freestylers (Feat. Navigator)
13. "Now Is The Time" - The Crystal Method
14. "Relax" - Powerman 5000